# Aiteta albotessellata
Aiteta albotessellata är en fjärilsart som beskrevs av George Thomas Bethune-Baker 1906. Aiteta albotessellata ingår i släktet Aiteta och familjen trågspinnare. Inga underarter finns listade i Catalogue of Life.